# Zevenheuvelenloop
La Zevenheuvelenloop è una corsa su strada di 15 km che si tiene a Nimega, nei Paesi Bassi, dal 1984.
L'edizione inaugurale era di soli 11.9 km, dal momento che la federazione olandese (Koninklijke Nederlandse Atletiek Unie) non permetteva nuove corse per distanze sopra i 12 km. Il tracciato attuale, collinare, inizia a Nimega e dopo un giro torna verso la città di partenza, dove è posto anche l'arrivo.
Nel 2001 Felix Limo vi ha battuto il record mondiale della distanza e lo stesso ha fatto nel 2009 Tirunesh Dibaba per quanto riguarda la prova femminile . Nel 2010 Leonard Komon ha migliorato qui il record del mondo che ancora apparteneva a Limo .

## Albo d'oro
| Anno | Uomini                | Tempo (m:s) | Donne                 | Tempo (m:s) |
| ---- | --------------------- | ----------- | --------------------- | ----------- |
| 2019 | Stephen Kissa         | 41:49       | Letesenbet Gidey      | 44'20 WR    |
| 2018 | Joshua Cheptegei      | 41:05 WR    | Stella Chesang        | 47:19       |
| 2017 | Joshua Cheptegei      | 41:16       | Birke Debele          | 48:52       |
| 2016 | Joshua Cheptegei      | 42:08       | Susan Krumins         | 49:30       |
| 2015 | Joshua Cheptegei      | 42:39       | Yenenesh Tilahun      | 50:05       |
| 2014 | Abera Kuma            | 42:18       | Priscah Jeptoo        | 46:56       |
| 2013 | Leonard Komon         | 42:15       | Tirunesh Dibaba       | 48:43       |
| 2012 | Nicholas Kipkemboi    | 42:01       | Tirunesh Dibaba       | 47:08       |
| 2011 | Haile Gebrselassie    | 42:44       | Waganesh Mekasha      | 48:33       |
| 2010 | Leonard Patrick Komon | 41:13 WR    | Genet Getaneh         | 47:53       |
| 2009 | Sileshi Sihine        | 42:14       | Tirunesh Dibaba       | 46:29 WR    |
| 2008 | Ayele Abshiro         | 42:17       | Mestawet Tufa         | 46:57       |
| 2007 | Sileshi Sihine        | 42:24       | Bezunesh Bekele       | 47:36       |
| 2006 | Micah Kogo            | 42:42       | Mestawet Tufa         | 47:22       |
| 2005 | Haile Gebrselassie    | 41:56       | Berhane Adere         | 47:46       |
| 2004 | Sileshi Sihine        | 41:38       | Lydia Cheromei        | 47:02       |
| 2003 | Richard Yatich        | 42:43       | Mestawet Tufa         | 49:06       |
| 2002 | Kamiel Maase          | 43:41       | Irvette van Blerk     | 51:06       |
| 2001 | Felix Limo            | 41:29 WR    | Rose Cheruiyot        | 48:40       |
| 2000 | Felix Limo            | 42:53       | Berhane Adere         | 48:06       |
| 1999 | Mohammed Mourhit      | 43:30       | Lyubov Morgunova      | 49:45       |
| 1998 | Worku Bikila          | 42:24       | Tegla Loroupe\|       | 50:06       |
| 1997 | Worku Bikila          | 42:20       | Catherina McKiernan   | 48:30       |
| 1996 | Josphat Machuka       | 43:06       | Marleen Renders       | 50:09       |
| 1995 | Josphat Machuka       | 42:23       | Helen Kimaiyo         | 49:44       |
| 1994 | Haile Gebrselassie    | 43:00       | Liz McColgan          | 49:56       |
| 1993 | Khalid Skah           | 43:35       | Tegla Loroupe         | 50:06       |
| 1992 | Carl Thackery         | 43:54       | Tegla Loroupe         | 50:53       |
| 1991 | Tonnie Dirks          | 44:09       | Ingrid Kristiansen    | 48:46       |
| 1990 | Tonnie Dirks          | 44:53       | Carla Beurskens       | 52:06       |
| 1989 | Tonnie Dirks          | 43:31       | Carla Beurskens       | 50:36       |
| 1988 | Robin Bergstrand      | 46:20       | Marianne van de Linde | 52:53       |
| 1987 | Marti ten Kate        | 45:11       | Gerrie Timmermans     | 57:16       |
| 1986 | Sam Carey             | 46:2        | Denise Verhaert       | 53:33       |
| 1985 | Klaas Lok             | 45:28       | Joke Menkveld         | 57:28       |
| 1984 | Leon Wijers           | 36:55       | Anne Rindt            | 45:48       |